# Home sitting
 (juillet 2022).
Si vous disposez d'ouvrages ou d'articles de référence ou si vous connaissez des sites web de qualité traitant du thème abordé ici, merci de compléter l'article en donnant les références utiles à sa vérifiabilité et en les liant à la section « Notes et références ».
Le home-sitting (gardiennage de maisons) aussi appelé house sitting dans de nombreux pays anglo-saxons, est un échange de services gratuits entre particuliers. 

## Historique
Né aux États-Unis, ce concept est apparu en France dans les années 1980. 

## Principe
Le home sitting est un service de garde de maison et d'animaux de compagnie dans lequel une personne de confiance, appelée gardien de maison, s'occupe de votre maison et de vos animaux pendant votre absence. Les gardiens de maison peuvent être des amis, de la famille, des voisins ou des professionnels engagés via une agence de home sitting.
Le principe du home sitting est de permettre aux propriétaires de maisons de partir en vacances ou en déplacement professionnel en toute tranquillité d'esprit, en sachant que leur maison et leurs animaux sont entre de bonnes mains. Pendant ce temps, le gardien de maison peut vivre gratuitement dans la maison et s'occuper des animaux, des plantes et des tâches ménagères nécessaires, en échange de son hébergement gratuit.
Le home sitting peut être une solution économique et pratique pour les propriétaires de maison qui cherchent à éviter les coûts d'une pension pour animaux ou d'un service de gardiennage de maison. Cela peut également être bénéfique pour les gardiens de maison, qui peuvent économiser sur les frais d'hébergement pendant leurs voyages et découvrir de nouveaux endroits à moindre coût.
Le home sitting est basé sur la confiance et la communication entre les propriétaires de maison et les gardiens de maison. Il est donc important de s'assurer que les personnes impliquées dans le home sitting sont fiables et de bien communiquer les attentes et les règles pour éviter tout malentendu.